# Anita Baker
Anita Denise Baker (Toledo, Ohio, 26 januari 1958) is een Amerikaanse r&b-zangeres. Ze had vooral succes met ballads als Sweet Love, dat in 1986 haar grootste hit werd.

## Biografie
Baker groeide vanaf haar tweede op bij een pleeggezin in Detroit; ze begon haar zangcarrière in een kerkkoor en trad vanaf haar zestiende op in de lokale nachtclubs. Dit leidde in 1975 tot een auditie bij de funkband Chapter 8. In 1979 verscheen het titelloze debuutalbum op Ariola dat al snel door Arista werd overgenomen. De band kwam zonder contract te zitten omdat men bij Arista geen ster zag in Baker; ze keerde terug naar Detroit en werkte als serveerster en receptioniste.
In 1982 tekende Baker bij het Beverly Glen-label van oud-Arista-werknemer Otis Smith, en een jaar later kwam haar eerste soloalbum uit. Haar succesperiode duurde tot midden jaren 90, toen ze vrijaf nam om zich aan de opvoeding van haar twee zonen te wijden. In 2017 kondigde Baker aan dat ze was gestopt met zingen, maar een jaar later kwam er dan toch een afscheidstournee waarbij ze op 12 juli 2019 het North Sea Jazz Festival aandeed.
Eind 2022 kondigde Baker nieuwe muziek aan voor 2023.

## Discografie
- The Songstress (1983)
- Rapture (1986)
- Giving You the Best That I Got (1988)
- Compositions (1990)
- Rhythm of Love (1994)
- My Everything (2004)
- Christmas Fantasy (2005)

## Grammy Awards
Anita Baker won Grammy Awards in 1987 (2×), 1988, 1989 (2×), 1990 (2×), 1991 en 1996.
- Bibliothèque nationale de France: cb139336709 (data)
- CiNii: DA17828521
- Gemeinsame Normdatei: 134319974
- International Standard Name Identifier: 0000 0000 7839 7889
- Library of Congress Control Number: n91115115
- MusicBrainz: 02349767-d5ac-4528-892d-17b6d40107a1
- Nationale Bibliotheek van Tsjechië: xx0076665
- Nederlandse Thesaurus van Auteursnamen: 074257323
- SNAC: w6xd4d35
- Virtual International Authority File: 85802682
- WorldCat: E39PBJyhcJH7hhCKtHgPghwwG3